# Lalsi
Lalsi är en ort i Estland. Den ligger i Kolga-Jaani kommun och landskapet Viljandimaa, i den centrala delen av landet, 130 km sydost om huvudstaden Tallinn. Lalsi ligger 42 meter över havet och antalet invånare är 138.
Terrängen runt Lalsi är mycket platt. Runt Lalsi är det mycket glesbefolkat, med 5 invånare per kvadratkilometer. Närmaste större samhälle är Põltsamaa, 19,4 km norr om Lalsi. Omgivningarna runt Lalsi är en mosaik av jordbruksmark och naturlig växtlighet.